# Criterion Games
Criterion Games (oficjalnie Criterion Software) – brytyjski deweloper gier wideo z siedzibą w Guildford. Znany przede wszystkim z serii Burnout. Są także twórcami FPSa Black i Need for Speed: Hot Pursuit. Od czerwca 2012 roku Criterion odpowiada za wszystkie kolejne gry z serii Need for Speed.

## Historia
Criterion Software Ltd utworzone w 1993 roku w celu komercjalizacji technologii renderowania grafiki 3D. Spółka została założona przez Davida Lau-Kee i Adama Billyard w ramach Europejskiego Laboratorium Badawczego firmy Canon, zanim stała się własnością firmy Canon (większościowy udziałowiec). Criterion Software to firma technologiczna specjalizująca się w rozwoju RenderWare, czyli technologii middleware, w tym grafiki, SI, audio i fizyki. Pierwotnie Criterion Games było pododdziałem wewnątrz Criterion Software. Criterion Games napisało zestaw do tworzenia gier, wykorzystując silnik RenderWare, który będzie wykorzystywać całą moc z konkretnej platformy. RenderWare był używany w takich grach jak Grand Theft Auto III, Grand Theft Auto: Vice City i Grand Theft Auto: San Andreas, które zostały opracowane przez Rockstar Games oraz popularnej serii Burnout stworzonej we własnym zakresie przez Criterion Games.
W sierpniu 2004 r. Electronic Arts ogłosiła, że nabyła Criterion Games i Criterion Software prawdopodobnie za 40 mln £, biorąc pod uwagę cenę zakupu i istniejącego zadłużenia.
Po zakupie zarówno Criterion jak i EA stwierdzili, że RenderWare nadal będzie udostępniany firmom trzecim. Jednak niektóre firmy uznały, że poleganie na technologii, które posiada konkurent było zbyt ryzykowne. EA wycofała RenderWare z komercyjnego rynku middleware, choć szczątki są nadal używane przez wewnętrznych deweloperów.
Latem 2006 roku firma zamknęła biuro w Derby, czym zakończyła współpracę z programistami i zbędnym personelem pomocniczym. Na początku marca 2007 roku, EA przeniosło siedzibę EA UK z Chertsey do nowego budynku w centrum Guildford. W tym samym budynku była siedziba Criterion Games. Integracja zespołów nie miała miejsca, a EA Bright Light został zamknięty na stałe w 2011 roku. Mimo że mieści się w tym samym budynku, Criterion Games nadal działa całkowicie niezależnie od reszty pracowników EA pod adresem Guildford, w rzeczywistości jedynym podobieństwem jest tylko wykorzystanie niewielkiej liczby wspólnych obiektów (na przykład wejście, stołówka i sala gimnastyczna). Dostęp do Criterion Games jest chroniony przez system 2 zamkniętych drzwi. Aby wejść wymagane są specjalne przepustki.
14 czerwca 2010 r. Criterion ogłosił, że Need for Speed: Hot Pursuit zostanie wydany w listopadzie 2010 roku na PlayStation 3, Xbox 360 oraz PC. Oprogramowanie wykorzystuje nowy silnik gry o nazwie Chameleon.
1 czerwca 2012 EA zapowiedział Need for Speed: Most Wanted. Stało się to zaledwie kilka dni przed Electronic Entertainment Expo 2012. Potwierdzone również zostało, że Criterion Games tworzy grę i będzie ją prezentować na targach E3. Pierwszy trailer i gameplay został ujawniony na konferencji prasowej EA w dniu 4 czerwca. Gra to remake Need for Speed: Most Wanted z 2005 o tym samym tytule.
Criterion Games wzięło udział w pracy nad Need for Speed: Rivals, którego głównym wykonawcą jest Ghost Games. Premiera gry odbyła się 19 listopada 2013.